# John Blake Rice

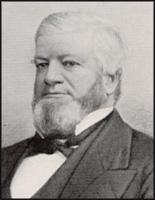
John Blake Rice

John Blake Rice (* 28. Mai 1809 in Easton, Maryland; † 17. Dezember 1874 in Norfolk, Virginia) war ein US-amerikanischer Politiker. In den Jahren 1873 und 1874 vertrat er den Bundesstaat Illinois im US-Repräsentantenhaus; zuvor amtierte er von 1865 bis 1869 als Bürgermeister von Chicago.

## Werdegang
John Rice genoss nur eine eingeschränkte Schulausbildung. Zwischen 1829 und 1861 war er im Theatergeschäft tätig. Zunächst war er als Schauspieler in verschiedenen Bundesstaaten unterwegs. Später wurde er auch Theatermanager. Ab 1847 war er in Chicago zunächst als Unterhaltungskünstler und Schauspieler und dann als Theatermanager beschäftigt. Als sein Theater im Jahr 1850 abbrannte. zog er vorübergehend nach Milwaukee in Wisconsin. 1851 kehrte er nach Chicago zurück, wo er ein neues Theater erbaute.
Im Jahr 1857 zog er sich als Schauspieler von der Bühne zurück; 1861 gab er auch die Theaterleitung ab. Stattdessen schlug er als Mitglied der Republikanischen Partei eine politische Laufbahn ein. Zwischen 1865 und 1869 war er als Nachfolger von Francis Cornwall Sherman Bürgermeister der Stadt Chicago. Seine Amtszeit als Bürgermeister war nicht unumstritten. Er galt als konservativer Republikaner und widersetzte sich Gesetzesvorschlägen zur Verbesserung der Lage der Arbeiter in seiner Stadt. So war er beispielsweise gegen die Einführung des Achtstundentages. Sein Verhalten löste Arbeiterunruhen aus. Der Stadtrat überstimmte ihn dann. Rice wurde ebenso wie einige Mitglieder des Stadtrats mit illegalen Geschäften wie Glücksspiel oder Prostitution in Verbindung gebracht. Im Jahr 1869 wurde er von Roswell B. Mason abgelöst.
Bei den Kongresswahlen des Jahres 1872 wurde John Rice im ersten Wahlbezirk von Illinois in das US-Repräsentantenhaus in Washington, D.C. gewählt, wo er am 4. März 1873 die Nachfolge von Charles B. Farwell antrat. Er konnte sein Mandat bis zu seinem Tod am 17. Dezember 1874 ausüben.